# Музей мікромініатюр Миколи Сядристого
Музей мікромініатюр Миколи Сядристого — музей у Києві, на території Києво-Печерського національного історико-культурного заповідника.
Серед експонатів музею:
1. підкована блоха,[1]
2. троянда, що розмістилася у зрізі волосини,
3. портрет Юрія Гагаріна, вирізаний зі шматочка тернової кісточки,
4. портрет Ернеста Гемінґвея на зрізі зерна груші,
5. вигравіруваний алмазним різцем на краплині зі скла автопортрет Сядристого (2,5х3 мм)[2]
6. портрет матері Сядристого (2х3 мм.[3],
7. робота «Пам'яті Олександра Гріна», яка створена із золота й платини: фрегат із 337 деталей завдовжки 3, 5 мм. У цій роботі продемонстровано різні методи обробки матеріалу, витримано об'ємний монтаж, рівень якого недосяжний для сучасних технічних засобів,
8. найменша у світі книжка — це «Кобзар» Тараса Шевченка[4],
9. найменші у світі шахи: шахівниця з фігурами розміщена на головці шпильки[5],
10. композиція «Паралельний світ»: на носі золотого комара сидить під парасолькою дівчинка,
11. робота «Маленький Принц», яку автор створив за малюнком Антуана де Сент-Екзюпері: фігурка принца заввишки 0,8 мм на астероїді (перлинці), інший елемент композиції — макет літака «Латекоер-26», на якому літав Екзюпері, завдовжки 2 мм.

Серед нових робіт:
1. макет корабля «Санта-Марія» завдовжки 3,85 мм, який складається із 256 золотих деталей,
2. золотий макет вітряка, виконаний із 203 деталей на половині макової зернини — створений під враженням від відвідування Інтернаціонального музею вітряків у Гіфгорні (Німеччина).